# Principauté épiscopale de Lübeck
1180–1803
Entités précédentes :
- Duché de Saxe

Entités suivantes :
- Principauté de Lübeck (duché d'Oldenbourg)

La principauté épiscopale de Lübeck est une principauté ecclésiastique du Saint-Empire romain germanique créée vers 1160.
Elle a pour origine le diocèse d'Oldenbourg (Holstein) (Bistum Oldenburg), dont le siège est transféré à Lübeck vers 1160. L'évêque de Lübeck obtient l'immédiateté impériale en 1180 et devient alors prince-évêque.

## Histoire

### Moyen Âge
Le diocèse d'Oldenbourg est créé par l'empereur Otton Ier vers 970. 
À partir de 1066, le siège reste vacant pour près d'un siècle. 
En 1149, un évêque est de nouveau nommé, Vizelin. À sa mort en 1155, Henri le Lion désigne un clerc de son entourage, Gerold, qui ne s'installe cependant pas à Oldenbourg, mais à Eutin, où il fait construire une résidence (actuel château d'Eutin). En 1160, à la demande de Gerold, Henri le Lion fait déplacer le siège épiscopal à Lübeck, où est construite une nouvelle cathédrale. Gerold meurt en 1163.
Un de ses successeurs obtient l'immédiateté impériale en 1180, à la suite de la déposition de Henri le Lion par l'empereur.

### Temps modernes
La confession luthérienne est adoptée par le prince-évêque en 1535. 
À partir de 1586, la principauté est aux mains de la maison de Holstein-Gottorp, puis de la maison d'Oldenbourg à partir de 1750. 
Elle perd son immédiateté en 1803, lorsque le Saint-Empire est réformé, peu de temps avant de disparaître (1806). La principauté devient un fief vassal du duché d'Oldenbourg.

## Liste des évêques d'Oldenbourg et de Lübeck

### Évêques d'Oldenbourg (jusqu'en 1160)
- 952-968 : Mareus
- 968-974 : Ekward
- 974-983 : Wago
- 983-988 : Egizo
- 989-990 : Volkward
- 992-1013 : Reginbert
- 1013-1023 : Bernhard
- 1023-1030 : Reinhold
- 1030-1038 : Meinher
- 1038-1048 : Abelin
- 1051-1066 : Ehrenfried
- 1066-1149 : Période de vacance
- 1149-1154 : Vizelin
- 1154-1160[3] : Gerold

### Évêques de Lübeck (1160-1586)

#### De 1160 à la Réforme (1535)
- 1160-1163 : Gerold
- 1164-1172 : Konrad von Riddagshausen
- 1172-1182 : Heinrich
- 1183-1184 : Konrad II
- 1186-1210 : Dietrich
- 1210-1230 : Berthold
- 1230-1247 : Johannes
- 1247-1253 : Albert Suerbeer
- 1254-1259 : Jean II de Diest (de)
- 1260-1276 : Johannes von Tralau
- 1276-1317 : Burkhard von Serkem
- 1317-1341 : Heinrich Bochholt
- 1341-1350 : Johannes Mul
- 1350-1377 : Bertram Cremon
- 1377-1379 : Nikolaus von Meißen
- 1379-1386 : Konrad von Geisenheim
- 1386-1387 : Johannes von Klenedenst
- 1387-1399 : Eberhard Attendorn
- 1399-1420 : Johannes Hundebeke
- 1420-1439 : Johannes Schele
- 1439-1449 : Nikolaus Sachau
- 1450-1466 : Arnold Westphal
- 1466-1498 : Albert Krummendiek
- 1489-1492 : Thomas Grote
- 1492-1506 : Dietrich Arndes
- 1506-1509 : Wilhelm Westphal
- 1510-1523 : Johannes Grimholt
- 1523-1535 : Heinrich Bockholt

#### Après la Réforme (1535)
- 1535 : Detlev von Reventlow
- 1536-1547 : Balthasar Rantzau
- 1547-1551 : Jodokus Hodfilter
- 1551-1556 : Theodor von Rheden
- 1556-1559 : Andreas von Barby
- 1559-1561 : Johannes Tiedemann
- 1561-1586 : Eberhard von Holle

### Maison de Holstein-Gottorp (1586-1803)
- 1586-1607 : Jean-Adolphe de Holstein-Gottorp (1575-1616)
- 1607-1634 : Jean-Frédéric de Holstein-Gottorp (1579-1634)
- 1634-1655 : Jean de Holstein-Gottorp (1606-1655)
- 1655-1666 : Christian-Albert de Holstein-Gottorp (1641-1695)
- 1666-1705 : Auguste-Frédéric de Holstein-Gottorp (1646-1705)
- 1705-1726 : Christian-Auguste de Holstein-Gottorp (1673-1726)
- 1726-1727 : Charles-Auguste de Holstein-Gottorp (1706-1727)
- 1727-1750 : Adolphe-Frédéric de Holstein-Gottorp (1710-1771), fils de Christian-Auguste ; aussi roi de Suède et grand-duc de Finlande (1751-1771)
- 1750-1785 : Frédéric-Auguste de Holstein-Gottorp (1711-1785), aussi duc d'Oldenbourg
- 1785-1803 : Pierre-Frédéric-Louis de Holstein-Gottorp (1755-1829), aussi régent du duché d'Oldenbourg (1785-1823), puis duc d'Oldenbourg (1823-1829)